# Roland Kirk Meets the Benny Golson Orchestra
Roland Kirk Meets the Benny Golson Orchestra est un album de Roland Kirk avec l’orchestre de Benny Golson sorti en 1964.

## Pistes
Sauf indication, toutes les compositions de Roland Kirk
1. Ecclusiatics (Charles Mingus) (4:25)
2. Be Myself (Howard Dietz, Arthur Schwartz) (4:17)
3. A Nightingale Sang in Berkeley Square (Manning Sherwin, Eric Maschwitz) (5:10)
4. Roland Speaks (Roland Kirk, Benny Golson) (3:02)
5. Variation on a Theme (Of Hindemith) (3:25)
6. I've Got Your Number (Cy Coleman, Carolyn Leigh) (5:51)
7. Between the Fourth and the Fifth Step (3:39)
8. April Morning (3:41)
9. Get in the Basement (4:02)
10. Abstract Improvisation (1:57)

## Musiciens
- Roland Kirk – Saxophone ténor, stritch, manzello, flûtes
- Virgil Jones – Trompette (pistes 1 à 5)
- Richard Williams – Trompette (pistes 1 à 5)
- Charles Greenlee – Trombone (pistes 1 à 5)
- Tom McIntosh – Trombone
- Harold Mabern – Piano
- Richard Davis – Contrebasse
- Abdullah Rafik – Basse (pistes 6 à 10)
- Albert Heath – Batterie (pistes 1 à 5)
- Sonny Brown – Batterie (pistes 6 à 10)
- Benny Golson – Arrangeur, chef d’orchestre (pistes 1 à 5)